# Marcella Bella
Giuseppa Marcella Bella (Catania, 18 de junio de 1952), más conocida como Marcella Bella, es una cantante italiana. 

## Trayectoria artística

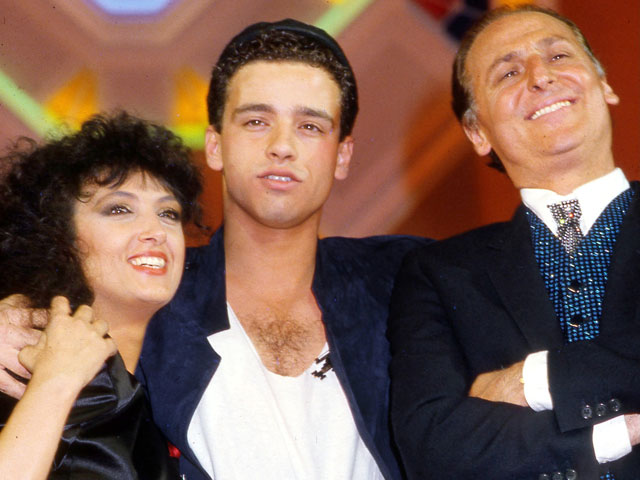
Marcella Bella, Eros Ramazzotti y Renzo Arbore en el Festival de San Remo de 1986

Hermana de los músicos Antonio y Salvatore Bella y del cantautor Gianni Bella, quien le compuso algunas canciones. 
En 1972, participó en el Festival di Sanremo con la canción Montagne verdi, y después siguió participando en otros eventos musicales. Ha cantado versiones de sus canciones y temas originales en alemán, inglés o español. El popular grupo de origen germano Boney M. usó una de sus canciones: Nessuno Mai, como base del tema Take the heat of me. La canción fue escrita por su hermano Gianni Bella en 1974.
En 2024 publica un nuevo álbum de temas inéditos con el título de "Etnea".

## Discografía
- 1972 Tu non hai la più pallida idea dell'amore
- 1973 Mi..ti..amo
- 1974 Metamorfosi
- 1975 L'anima dei matti (metà studio metà live)
- 1976 Bella
- 1977 Femmina
- 1979 Camminando e cantando
- 1981 Marcella Bella
- 1982 Problemi
- 1983 Nell'aria
- 1984 Nel mio cielo puro
- 1986 Senza un briciolo di testa
- 1987 Tanti auguri
- 1988 Marcella '88
- 1990 Marcella Bella canta Battisti
- 1990 Verso l'ignoto
- 1991 Sotto il vulcano
- 1993 Tommaso
- 1995 Anni dorati
- 2002 Passato e presente
- 2005 Uomo bastardo
- 2007 Per sempre Forever (con Gianni Bella)
- 2012 Femmina Bella
- 2017 Metà amore metà dolore
- 2019 50 anni di Bella Musica
- 2023 Etnea